# Encarna Castillo
Encarna Castillo (Barcelona, 1965) es una escritora y editora española.
Licenciada en Filología Hispánica por la Universitat de Barcelona en 1991, es autora de varios títulos de arquitectura, poesía y novela.

## Trayectoria
Ha trabajado desde 2002 como editora en diferentes editoriales de Barcelona. Además, ha sido cofundadora, editora y coordinadora de la sección de literatura de la revista de arte Curator, en Barcelona, y editora independiente del cómic Salidas de emergencia (2007), de Rosa Navarro y Gema Arquero.
También ha colaborado como redactora en diversas publicaciones culturales como El Estado Mental, Lateral, Curator o 13 millones de naves –web dedicada al cómic–.
En 2018, la UNESCO le concedió una beca de creación literaria en Praga, dentro del programa Red de Ciudades Creativas.

## Publicaciones

### Novela
- Cold Turkey (Barcelona, Trampoline, 2013). 194 páginas. ISBN 978-84-616-3633-4[4][6]
- Venta del Rayo (Madrid, Trampoline Editores, 2017). 198 páginas. ISBN 978-84-946706-0-2[2][3][7]
- La luz en tu ausencia (Carpe Noctem, 2020). 132 páginas. ISBN 978-84-948632-4-0

### Poesía
- Tríptico de la impaciencia (Valencia, La Sirena, 2005). 62 páginas. ISBN 978-8460965207
- Si las ranas leyeran. Antología (Barcelona, Abecedaria, 1997)

### Arquitectura
- Cocinas. Ideas prácticas (Barcelona, Loft Publications, 2005). 330 páginas. ISBN 978-8495832443
- Minimalism DesignSource (Nueva York,HarperCollins Publishers, 2004). 648 páginas. ISBN 978-0060747985
- Mxm Casas maximalistas (Madrid, Kliczkowski Onlybook, 2004). 176 páginas. ISBN 978-8496241053
- Chimeneas (Madrid, Maeva, 2004). 176 páginas. ISBN 978-8495832320
- MXM Maximalist Interiors (Nueva York, HarperCollins Design International, 2002).  ISBN 9780060567576
- Interiores maximalistas (Madrid, A. Asppan, 2004). 180 páginas ISBN 978-8496137387